# Rhopalophora prorubra
Rhopalophora prorubra là một loài bọ cánh cứng trong họ Cerambycidae.